# Château de Letytchiv
Le château de Letytchiv (en polonais : Zamek w Latyczowie ; en ukrainien : Лети́чівський замок, est un château fort du XVIe siècle situé dans la ville ukrainienne de Letytchiv.
Il a été construit par Jan Potocki comme un rempart contre contre les invasions tatares en 1598. 

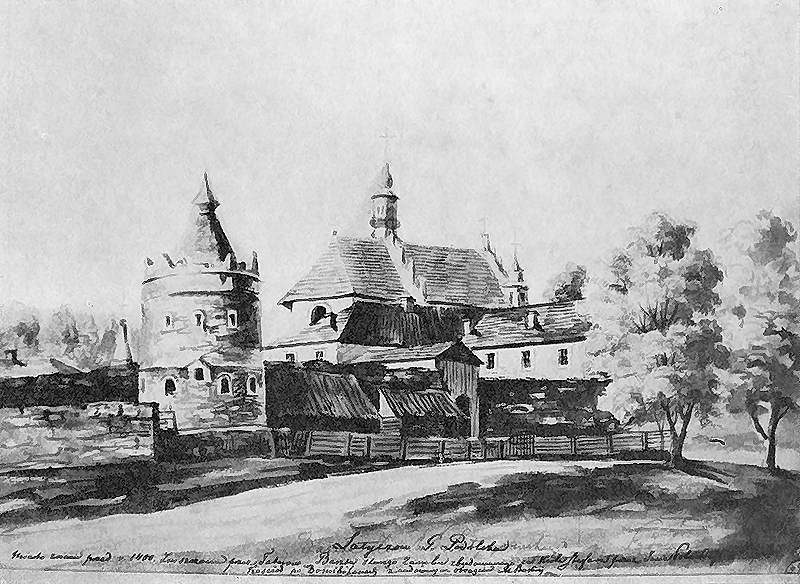
Dessin de Napoleon Orda..
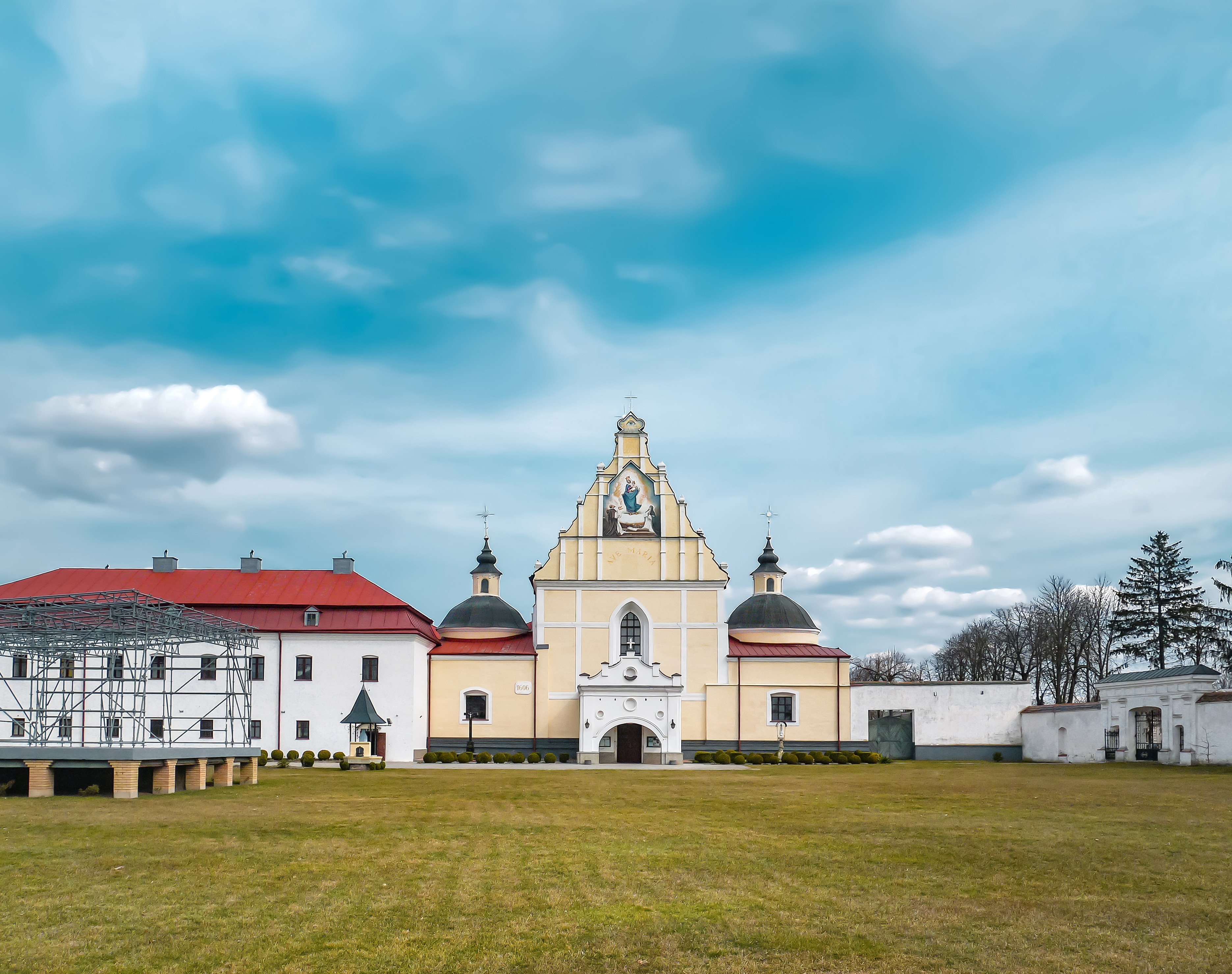
L’église du couvent dominicain classée[2].